# José Macia
José Macia, detto Pepe (Santos, 25 febbraio 1935), è un ex calciatore e allenatore di calcio brasiliano, di ruolo attaccante.

## Carriera
Ha giocato come ala sinistra nel Santos e nella nazionale brasiliana.
Ha vestito per 40 volte la maglia verdeoro, segnando 22 reti: attualmente è al 21º posto nella classifica dei migliori marcatori con la maglia della Seleção. Ha preso parte, vincendoli entrambi, al campionato del mondo 1958 e al campionato del mondo 1962, ma senza mai scendere in campo nelle fasi finali, rispettivamente in Svezia e in Cile. È l'ultimo giocatore brasiliano ancora in vita fra coloro che avevano vinto il mondiale sia nel 1958 sia nel 1962.
Nel 1973 ha cominciato ad allenare sedendo sulla panchina del Santos. L'ultima squadra che ha allenato è il Guarani di Campinas.

## Palmarès

### Giocatore

#### Club

##### Competizioni statali
- Campionato paulista: 11

Santos: 1955, 1956, 1958, 1960, 1961, 1962, 1964, 1965, 1967, 1968, 1969
- Torneo Rio-San Paolo: 4

Santos: 1959, 1963, 1964, 1966

##### Competizioni nazionali
- Taça Brasil: 5

Santos: 1961, 1962, 1963, 1964, 1965
- Torneo Roberto Gomes Pedrosa: 1

Santos: 1968

##### Competizioni internazionali
- Coppa Libertadores: 2

Santos: 1962, 1963
- Coppa Intercontinentale: 2

Santos: 1962, 1963
- Supercoppa dei Campioni Intercontinentali: 1

Santos: 1968

#### Nazionale
- Campionato mondiale: 2

Svezia 1958, Cile 1962

#### Individuale
- Capocannoniere del Torneo Rio-San Paolo: 1

1961 (9 gol, a pari merito con Coutinho)

### Allenatore

#### Competizioni statali
- Campionato paulista: 2

Santos: 1973
Inter Limeira: 1986
- Campionato Cearense: 1

Fortaleza: 1985

#### Competizioni nazionali
- Campionato brasiliano: 1

San Paolo: 1986
- Campionato brasiliano di seconda divisione: 1

Inter Limeira: 1988
- Japan Soccer League: 1

Verdi Kawasaki: 1992
- Coppa Yamazaki Nabisco: 2

Verdi Kawasaki: 1992, 1993
- Campionato giapponese: 1

Verdi Kawasaki: 1993